# Alan IV de Bretanya
Alain IV de Bretanya conegut com a Alan Fergent (Alan IV Fergent) o Fergant (nascut vers 1060 - mort el 13 d'octubre de 1119), fill d'Hoel II de Bretanya i d'Havoisa de Bretanya, va ser comte de Cornualla, de Rennes i de Nantes i finalment duc de Bretanya de 1084 a 1112. Fergant significa en bretó «el valent perfecte» de manera similar al nom dinàstic escocès « Fergus ».

## Biografia

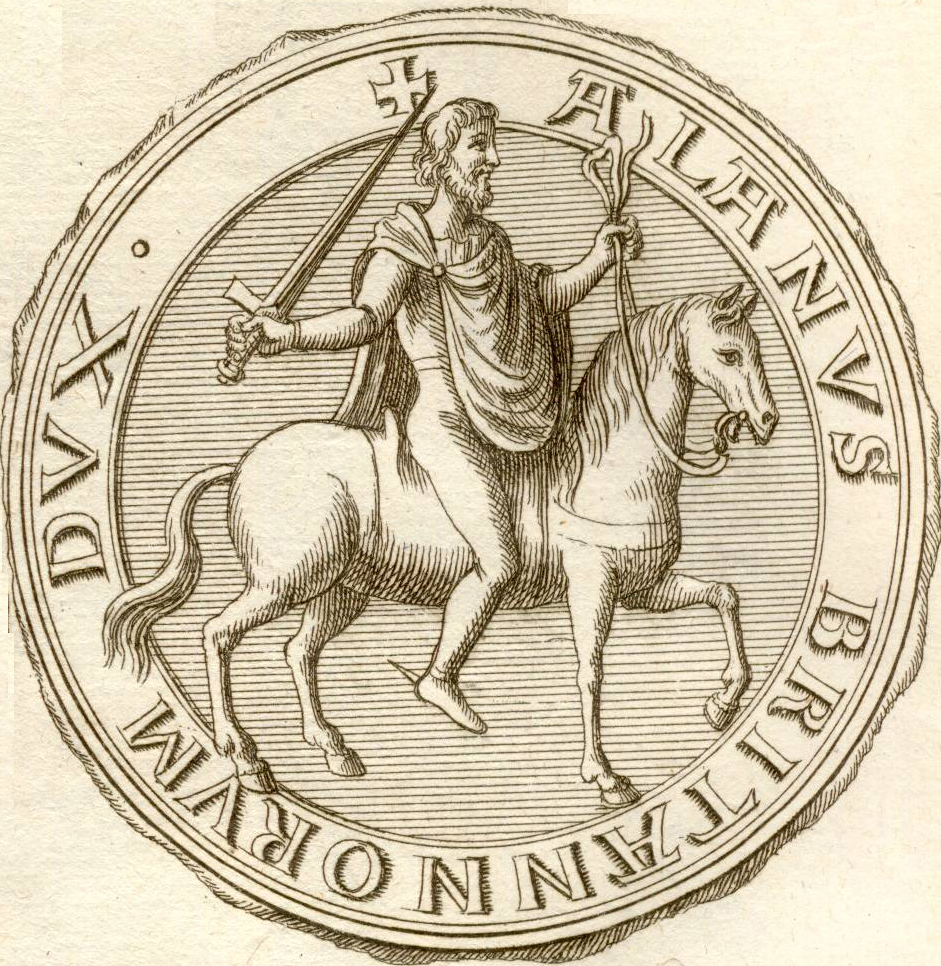
Segell d'Alan IV segons Dom Morice

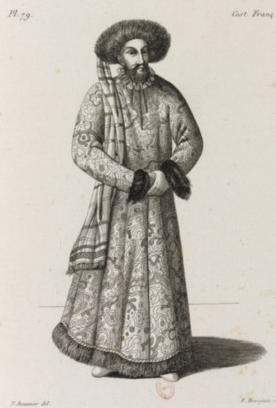
Alan Fergent segons un quadre avui desaparegut de l'abadia de Redo

Nascut al castell de Châteaulin vers 1060, va esdevenir duc de Bretanya i comte de Cornualla i Nantes a la mort del seu pare el 13 d'abril de 1084. És considerat el darrer duc que va parlar habitualment el bretó. Va haver de restablir l'autoritat ducal al comtat de Rens contra Geoffroy Grenonat, germanastre de Conan II de Bretanya, al qual havia succeït com a comte vitalici. Des de 1084 al front del seu exèrcit es va apoderar de Rennes i va enviar a Grenonnat a Quimper, on va morir el mateix any, permetent a Alan recuperar el títol de comte de Rennes. El mateix any, anomena el seu fidel germà Maties al capdavant del comtat de Nantes, si bé reprendrà personalment el títol comtal del Nantès a la mort d'aquest el 1103.
El 1087., es casa en primeres noces amb Constància de Normandia, filla de Guillem I d'Anglaterra el Conqueridor, que morirà enverinada el 1090 sense donar-li de descendència. El 1093, es va casar de segones amb Ermengarda d'Anjou, filla de Folc IV el Tauró i rebesneta de Folc III Nerra.
Va preferir restar a la part bretona del ducat del qual era originari i va viure pel seu gust en els seus castells d'Auray i sobretot de Carnoët no lluny de l'abadia Santa-Creu de Quimperlé regida pel seu oncle Binidic (Benèvol).
La tranquil·litat en la qual vivia el ducat va permetre a Alain Fergent respondre a la crida d'Urbà II i, en companyia d'altres senyors bretons, es va unir, durant l'estiu de 1096, a la primera Croada. Va estar absent de Bretanya durant 5 anys deixant el ducat sota la ferme autoritat d'Ermengarda.
De tornada de la croada i sota la influència de la seva pietosa esposa, Alan s'interessa cada vegada més per les qüestions religioses i sosté la reforma del clergat secular portada a terme per Marbod, bisbe de Rennes. Aquesta evolució cap a l'espiritual no li impedeix prendre el partit del rei d'Anglaterra Enric I Beauclerc en el seu conflicte amb el germà d'aquest, Robert Courteheuse, i participa en la batalla de Tinchebray el 1106. Es va fer vassall d'Enric I i va casar al seu fill Conan el Gros amb la filla natural del rei d'Anglaterra, Matilde.
Malalt, va abdicar el 1112 a favor de Conan i es va retirar a l'abadia Sant-Salvador de Redon. Hi va morir el 13 d'octubre de 1119 i hi fou enterrat.

## Matrimonis i descendència
Alain IV es va casar el 1087 amb Constància de Normandia, filla de Guillem el Conqueridor. Aquesta unió no tindrà posteritat.
De la seva unió el 1093 amb Ermengarda d'Anjou van néixer tres fills: 
1. Conan III, duc de Bretanya.
2. Geoffroi "le Roux" mort a Jerusalem el 1116.
3. Agnès de Bretanya (o Havoisa) casada vers el 1110 amb Balduí de Flandes.

D'una o dos amants desconegudes Alan Fergent va deixar dos fills:
- Brian Fitzcount († 1147/1149), Lord de Wallingford, fervent seguidor de Matilde d'Anglaterra coneguda com a Matilde l'Emperadriu, en la guerra civil dita l'Anarquia, per al tron d'Anglaterra.
- Guiomar.